# Frogger II: ThreeeDeep!
Frogger II: ThreeeDeep! is een actie- en platformspel ontwikkeld door Parker Brothers en uitgebracht in 1984. Het spel is het vervolg op Frogger uit 1981 en bevat vergelijkbare gameplay.
Het spel werd uitgebracht op de Apple II-familie, Atari 2600, Atari 5200, Atari 8 bit-familie, ColecoVision, Commodore 64 en PC Booter.

## Gameplay
In het spel moet de speler ervoor zorgen dat elke kikker veilig naar de bovenkant van het scherm wordt gebracht. De speler gaat naar het volgende level wanneer een bepaald aantal kikkers veilig zijn overgekomen. Elk level bestaat uit drie delen, in tegenstelling tot de voorloper van het spel welke maar een deel telt.

## Ontvangst
| Beoordeeld door       | Platform     | Datum            | Score |
| --------------------- | ------------ | ---------------- | ----- |
| The Video Game Critic | Atari 2600   | 3 september 2001 | 100%  |
| The Video Game Critic | Atari 5200   | 31 december 2002 | 100%  |
| The Video Game Critic | ColecoVision | 11 juli 2012     | 42%   |